# Rövid hüvelykujjhajlító izom

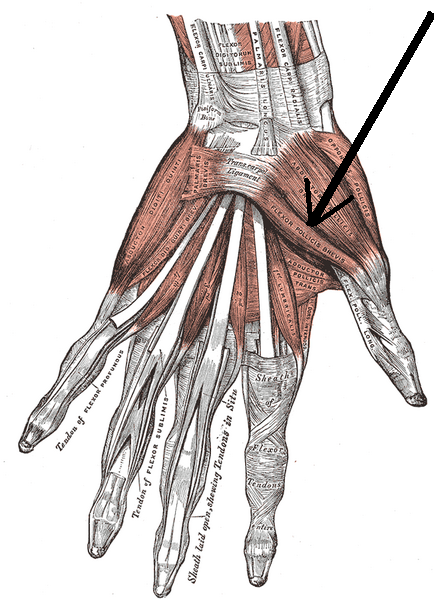
A tenyér izmai (a nyíl mutatja az apró izmot)

A rövid hüvelykujj-hajlító izom (latinul musculus flexor pollicis brevis) egy apró izom az ember tenyerében.

## Eredés, tapadás, elhelyezkedés
A hajlítóizmokat leszorító szalagról (retinaculum flexorum) és a trapézcsont (os trapezium) dudoráról ered. A hüvelykujj a felső ujjperccsontján (phalanx proximalis) tapad.

## Funkció
Az articulationes metacarpophalangea-ban hajlítja a hüvelykujjat.

## Beidegzés, vérellátás
A nervus medianus idegzi be. Az arteria radialis látja el vérrel.